# Paulheim József

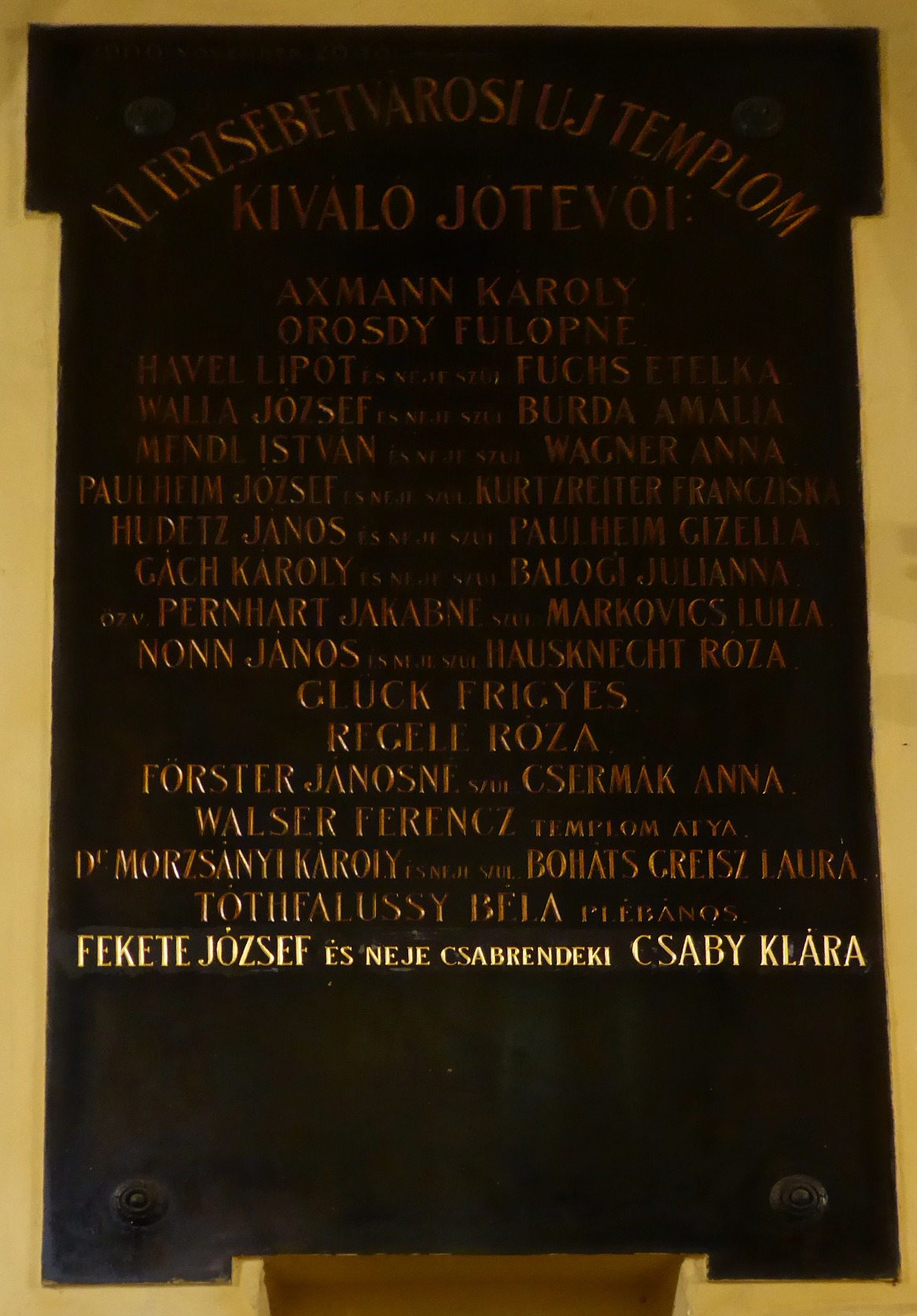
Emléktábla az újabb Árpád-házi Szent Erzsébet római katolikus plébániatemplomban, Budapest VII. kerület. A „templom kiváló jótevői” között szerepel Paulheim József és felesége neve.

Paulheim József (Szigetújfalu, 1848. március 10. – Budapest, 1921. február 10.) magyar építész. Budapest és Ó-Mátyásföld több épületének tervezője és építője, a mátyásföldi egyesületi élet aktív szereplője.

## Élete
Paulheim Lénárd és Hierandl Julianna fia. Felesége Paulheim Józsefné Kurzreiter Franciska volt. Gyermekeik: Franciska (aka: Gizella Fáni Teréz) (1871–1930) Hermina Jozefina (1873), Malvin Josefa (1875), Alfréd József Herman (1877–1901), Aranka Mária (1878–1903), Aladár (1880–1899) és Irén Margit (1883). Rokonai voltak továbbá: Paulheim János, Paulheim István, id. Paulheim Ferenc és ifj. Paulheim Ferenc, akik mind építészettel foglalkoztak, illetve Neiszer Antal politikus, helyettes államtitkár (Paulheim Irén férje).
A Budapest–Erzsébetvárosi Bank Rt. igazgatósági tagja, alelnöke, illetve az Erzsébetvárosi Kör – az ország legnagyobb választókerületének vezető köre, az Ehrlich G. Gusztáv által vezetett VII. kerületi kormánypárti un. többségi politikai csoport – és a jótékonysági egyesület tagja volt. Végzett számos középítkezést és több ízben adakozott jótékony célra is.
1897. december 22-én mint építőmester és a székes-fővárosi törvényhatósági bizottság tagja, „a közügyek terén valamint a székesfőváros fejlődése körül tett hasznos szolgálatai elismeréséül” az uralkodó a Ferenc József-rend lovagkeresztjével tüntette ki.
Főként a pesti oldalon, azon belül is Lipót-, Teréz- és Erzsébetvárosban tervezett bérházakat az 1880-as és 1890-es években, majd a századforduló után Mátyásföldön (ami 1950-től Budapest XVI. kerülete) előkelő villákat. 1910-re a főváros legnagyobb egyenes állami adót fizetőinek jegyzéke alapján 14 zuglói ingatlannal (házzal, telekkel vagy telekrésszel) rendelkezett.
A mátyásföldi villatelep vezetőségébe 1894-ben kapcsolódott be. 1899-ig volt a Mátyásföldi Nyaralótulajdonosok Egyesületének alelnöke – 1896-ban rábízták az egyesület vagyonának kezelését és felügyeletét is –, majd pedig tiszteletbeli elnöke lett. Ó-Mátyásföldön nevéhez köthető minden, az 1800-as és 1900-as évek fordulóján kezdett nagyszabású építkezés és mintegy ötven villa felépítése, a római katolikus templom tervezése, a Park Szálló átépíttetése (ami az 1930-as évek óta gimnáziumként működik és 1969 és 1972 között e funkció ellátására újra átépítették), és az ez előtti Mátyás-szobor felállíttatása, a villatelep első elemi iskolája, valamint a Mátyásföldi Fürdőegylet megalapítása és a vízi és elektromos közművek létrehozása.
1908 szeptemberében Bellovics Imre, a mátyásföldi nyaralótulajdonosok egyesületének elnöke jelentette be, hogy Mátyásföld közönsége a Paulheim házaspár tiszteletére ezer koronás alapítványt hoztak létre, a melynek kamatait évenként a mátyásföldi szegény sorsú, jó magaviseletű és szorgalmas iskolásgyermekek között osztották szét.
Elnöklete alatt alakult meg 1903-ban a Mátyásföldi Nyaralótulajdonosok Egyesülete Templomépítő Bizottsága. A templom előcsarnokában 1921. augusztus 28-án elhelyezett tábla őrzi emlékét.

## Általa tervezett és/vagy kivitelezett épületek

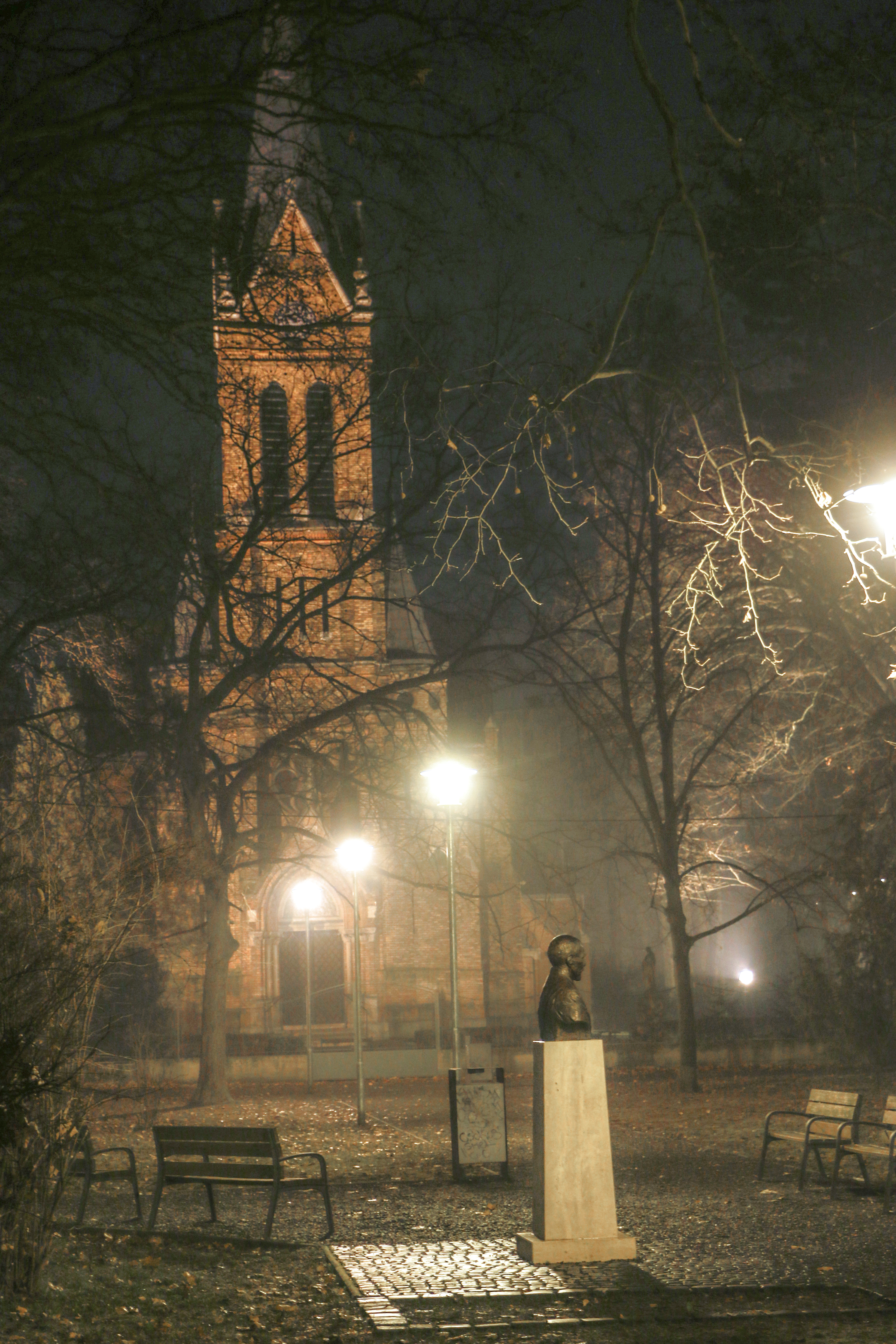
Az általa épített Szent József Plébánia előtti Paulheim József tér 2016 telén, Ó-Mátyásföldön

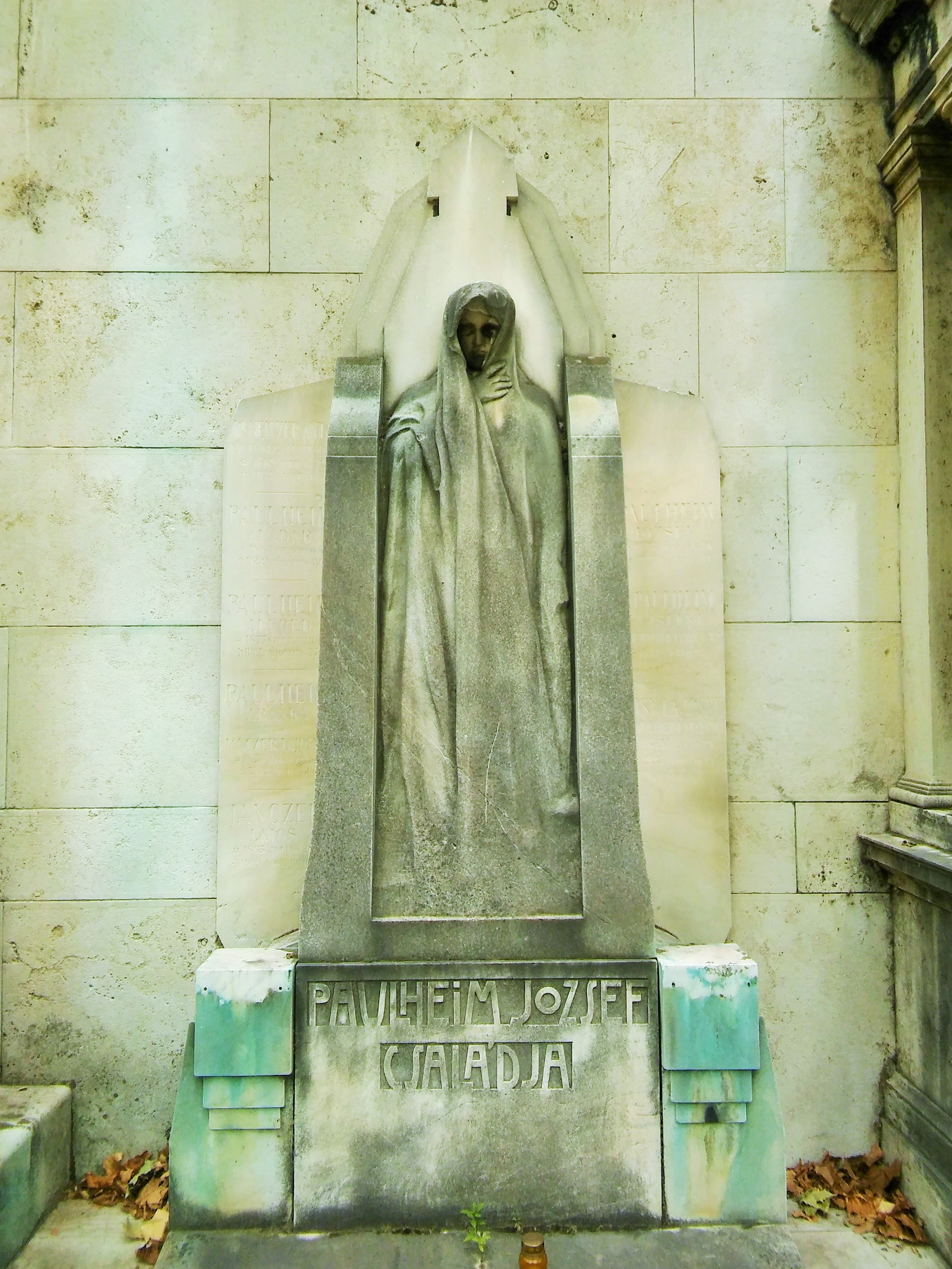
Nyughelye (Fiumei úti Sírkert)

### 5. kerület
- Stollár Béla utca 20. - Bihari János utca 16.[18]
- Szent István krt. 27. - Bihari János utca 24.[18]
- Kálmán Imre utca 18. - Vadász utca 42.[18]

### 6. kerület
- Andrássy út 14.[19]
- Felsőerdősor 7.[19]
- Paulay Ede utca 32-34.[19]
- Lovag utca 17. és 19.[19]
- Rippl Rónai utca 35. (lebontva)[20]

### 7. kerület
- Izabella utca 30.[21]
- Izabella utca 36-38 – Jósika utca 16.[22][23]
- Dob utca 104. – Rózsa utca 28.[24]
- Nefelejcs utca 12.[25]
- Rottenbiller utca 6/A – Munkás utca 18.[26]
- Rottenbiller utca 6/B[27]
- Rottenbiller utca 7. - Péterfy Sándor utca 13.[28]
- Rottenbiller utca 34. – Hutyra utca 18.[29]

### 9. kerület
- Ferenc körút 28.[30]
- Tűzoltó utca 70; 72; 74; 80; 82.[31]

### 13. kerület
- Szent István körút 24. - Visegrádi utca 1.[32]

### 16. kerület
- Dozzi-villa (Koronafürt és Májusfa utcák sarkán)[33]
- Palkovics-nyaraló (Imre utca és a Mátyás király tér sarkán)[33]
- Antoinett-nyaraló (a Mészáros József utcában)[33]

Közreműködött:
- Mátyásföldi Szent József plébániatemplom (1165 Budapest, Paulheim József tér 1.)[33]

Templomépítés céljára özvegy Beniczky Gáborné Batthyány Ilona grófnő adományozta a telket a Mátyásföldi Nyaralótulajdonosok Egyesületének, melyet az 1900. május 30-i közgyűlésen Paulheim Józsefre és társaira bíztak azzal a kikötéssel, hogy az általuk felépítendő templom és annak területe az egyesület elvitathatatlan tulajdona. A templomot 1905-ben szentelték fel.
Paulheim József az 1903-ban alakult templomépítő bizottság elnöke és az építkezés jelentős adományozója volt. Weninger Ferenc műépítész tervei alapján készült.

## Díjai, elismerései
- Ferenc József-rend lovagkeresztje (1897)

## Emléke
- A Mátyásföldi Szent József plébániatemplom szomszédságában 1956-ig[35] az ő nevét viselte, 1981 óta[36] Zsélyi Aladár utca, és

a templomtér az ő nevét viseli, amelyen 2007-ben avatták, R. Törley Mária szobrászművész alkotta mellszobrát.